# Печёночная двуустка
Печёночная двуустка, или печёночная фасциола, или обыкновенная фасциола (лат. Fasciola hepatica) — вид плоских червей из класса трематод (Trematoda). Паразиты со сложным жизненным циклом, включающим партеногенетические и гермафродитное поколения. В качестве хозяина для партеногенетических поколений печёночной двуустки обычно выступают малые прудовики (Galba truncatula). Гермафродитное поколение (мариты) обитает в печени, жёлчном пузыре и его протоке у млекопитающих, как правило, домашних копытных (коров и овец), иногда происходит заражение человека. Вызываемое маритами заболевание — фасциолёз.

## Жизненный цикл

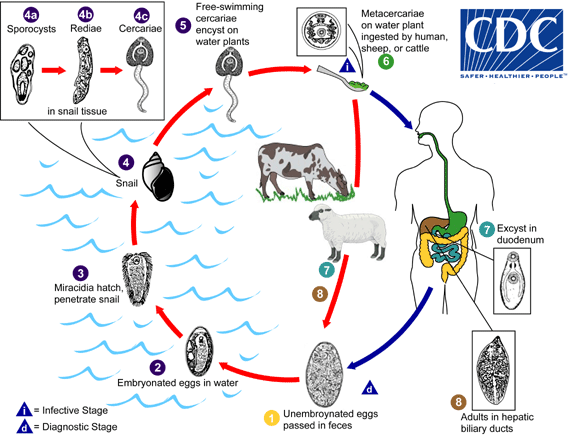
Схема жизненного цикла печёночной двуустки.

Плодовитость одной гермафродитной особи (мариты) может достигать миллиона яиц в неделю. Из яиц, попавших с помётом животных в воду, выходит ресничная личинка — мирацидий. При оптимальной температуре (22—29 °C) развитие мирацидия длится 17—18 дней В течение короткого времени (несколько часов) она должна найти промежуточного хозяина — малого прудовика. Через покровы мирацидий внедряется в тело моллюска. Там мирацидий сбрасывает ресничный покров и превращается в спороцисту — партеногенетическое поколение сосальщика. Из партеногенетических яиц спороцисты развивается следующее поколение — редии. При их рождении спороциста гибнет, так как редии разрывают стенки её тела. Редии проникают в печень (гепатопанкреас) моллюска, где также размножаются партеногенетически. Из яиц редий развиваются дочерние поколения редий, а через 30—70 дней после заражения моллюска очередное поколение редий рождает хвостатых личинок — церкарий. Церкарии выходят из моллюска через покровы и плывут к поверхности водоёма, а затем к берегу, где обычно прикрепляются к водным растениям, отбрасывают хвост и окружаются плотной оболочкой, превращаясь в покоящуюся стадию адолескарию (цисту). Заражение окончательного хозяина происходит при проглатывании цисты с водой или водными растениями. Адолескария переносит длительное (несколько месяцев) высыхание. Личинки марит, выйдя из цисты в кишечнике хозяина, внедряются сквозь его стенку в полость тела, проникают в печень, проедают ходы в её паренхиме и через 1,5—2 месяца поселяются в желчных протоках. Черви достигают половозрелости через 3—4 месяца после заражения. продолжительность их жизни — от 10 месяцев до 5 лет.
Таким образом, в жизненном цикле печеночного сосальщика сменяются как минимум три поколения — поколение марит (их личинки — церкарии, затем адолескарии), материнская спороциста (её личинка — мирацидий) и поколение редий (развитие прямое с живорождением).

## Распространение
Видимо, имеет глобальное распространение — зарегистрирована в Африке, Северной и Южной Америке, Азии и Австралии. Населяет в основном районы с умеренным климатом, в Африке встречается преимущественно в высокогорье.

## Марита
Марита — гермафродитное поколение червей, паразитирующее в печени позвоночного хозяина. Тело уплощённое, листовидное, длина 25—30 мм. Сложно устроенные покровы — тегумент — участвуют в поглощении пищи. Имеется типичная ротовая и брюшная присоски, короткая глотка и сильно разветвлённый двуветвистый кишечник. Питаются кровью и тканями печени. Для половой системы характерно слабое развитие матки и сильно развитые разветвлённые желточники, занимающие всю периферию тела.

## Мирацидий
Строение мирацидия типичное для трематод. Вылупление происходит, видимо, так: при действии света: активируются «железы вылупления», в результате чего откидывается крышечка яйца, и личинка выходит во внешнюю среду. Срок жизни — 12-24 часа, характерен отрицательный геотаксис и положительный фототаксис. Личинок привлекает слизь, выделяемая промежуточным хозяином — малым прудовиком.

## Редия
В спороцисте из зародышевых клеток путём партеногенеза образуются редии — следующее поколение Печеночного сосальщика.
Спороциста лопается и редии выходят из неё успешно паразитируя в том же хозяине.
Внутри редий тем же партеногенезом образуются церкарии — следующее поколение. При этом образуется несколько церкарий.

## Церкария
Церкарии относительно крупные, с неразветвлённым хвостом, тело кажется темным из-за хорошо развитых цистогенных желез. Прикрепившись присосками к поверхностной плёнке или растению, церкария отбрасывает хвост, образует цисту и превращается в адолескарию.